# Кизилжулдуз (Кокшетауська міська адміністрація)
Кизилжулду́з (каз. Қызылжұлдыз) — село у складі Кокшетауської міської адміністрації Акмолинської області Казахстану. Входить до складу Красноярського сільського округу.
Населення — 54 особи (2021; 65 у 2009, 131 у 1999, 169 у 1989).
Національний склад станом на 1989 рік:
- казахи — 47 %;
- росіяни — 252 %.

У радянські часи називався Кизилюлдуз, станом на 1989 рік — село Красне, станом на 1999 рік — село Кизил-Жулдиз.